# 어드벤처 타임: 이봐 얼음 대왕! 왜 우리 쓰레기를 훔쳐가는 거야?!!
《어드벤처 타임: 이봐 얼음 대왕! 왜 우리 쓰레기를 훔쳐가는 거야?!!》(영어: Adventure Time: Hey Ice King! Why'd you steal our garbage?!!)는 웨이포워드 테크놀로지(WayForward Technologies)가 개발하고 D3 퍼블리셔가 발매한 닌텐도 3DS와 닌텐도 DS용 2D 횡스크롤 액션 어드벤처 게임이다. 2012년 11월 20일에 북아메리카에 발매되었고, 닌텐도 eShop을 통한 인터넷 발매는 2012년 12월 13일에 이뤄졌다. 3DS 버전은 닌텐도 eShop 단독으로 2014년 2월 13일에 유럽에 발매되었다.